# Biomineralização

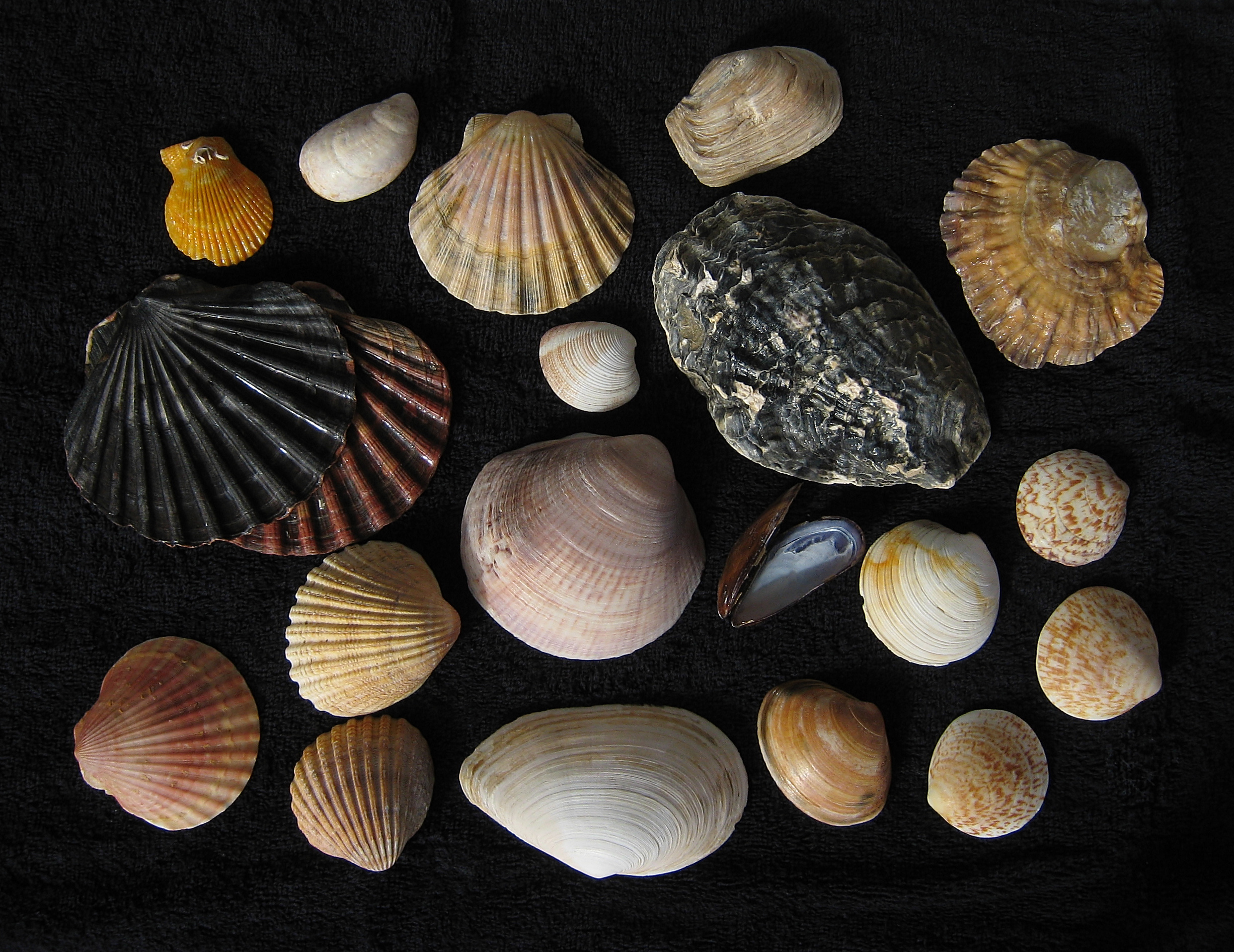
Uma concha é composta por 95-99% de carbonato de cálcio

A biomineralização é o processo pelo qual organismos vivos produzem minerais, muitas vezes para endurecer ou tornar rígidos tecidos existentes. É um fenómeno amplamente distribuído; todos os seis reinos taxonómicos incluem membros capazes de formar minerais e mais de 60 minerais foram identificados em organismos. Entre os exemplos incluem-se silicatos em algas e diatomáceas, carbonatos em invertebrados, e fosfatos e carbonatos de cálcio em vertebrados. Estes minerais formam frequentemente caracteres estruturais como conchas e ossos. Os organismos produzem esqueletos mineralizados há 550 milhões de anos. Outros exemplos incluem depósitos de cobre, ferro e ouro relacionados com bactérias. Os minerais formados biologicamente têm muitas vezes usos especiais com sensores magnéticos em bactérias magnetotácticas (Fe3O4), aparatos sensores de gravidade (CaCO3, CaSO4, BaSO4) e na mobilização e armazenamento de ferro (Fe2O3•H2O na proteína ferritina).
Em termos da distribuição taxonómica, os biominerais mais comuns são sais de fosfato e carbonato de cálcio usados juntamente com polímeros orgânicos como colagénio e quitina para fornecer suporte estrutural a ossos e conchas. As estruturas destes materiais biocompósitos são altamente controladas do nível nanométrico ao nível macroscópico, resultando em arquitecturas complexas que fornecem propriedades multifuncionais. Como este grau de controlo sobre o crescimento mineral é desejável em aplicações de engenharia dos materiais, existe um interesse significativo sobre a compreensão e clarificação dos mecanismo da biomineralização controlada biologicamente.

## Introdução
Os biominerais podem ser gerados de dois modos diferentes, que variam de acordo com o envolvimento biológico: (1) sem regulação específica, sendo o produto de reações entre o organismo e o ambiente. É comumente exercida por seres procariontes, como as bactérias; (2) com regulação, onde o mineral participa de funções fisiológicas ou estruturais. É realizada por organismos eucariontes, unicelulares ou multicelulares.

## Biominerais

### Carbonato de cálcio
O biomineral mais conhecido é a calcita, que forma a "parte dura" de muitos invertebrados comuns, tais como corais e moluscos. Carbonatos bacterianos são sedimentos de longa duração e localmente abundantes que registram o crescimento de bactérias e os fatores ambientais que promovem a precipitação de calcita/aragonita(CaCO3) e dolomita [CaMg(CO3)2] dentro, sobre ou ao redor de bactérias e a matéria orgânica que eles produzem.
Estes sedimentos incluem precipitados biogênicos em coluna de água (whitings) que produzem depósitos de lama de carbonato em lagos e fundo do mar, e uma variedade de depósitos bentônicos in situ, principalmente estromatólitos.

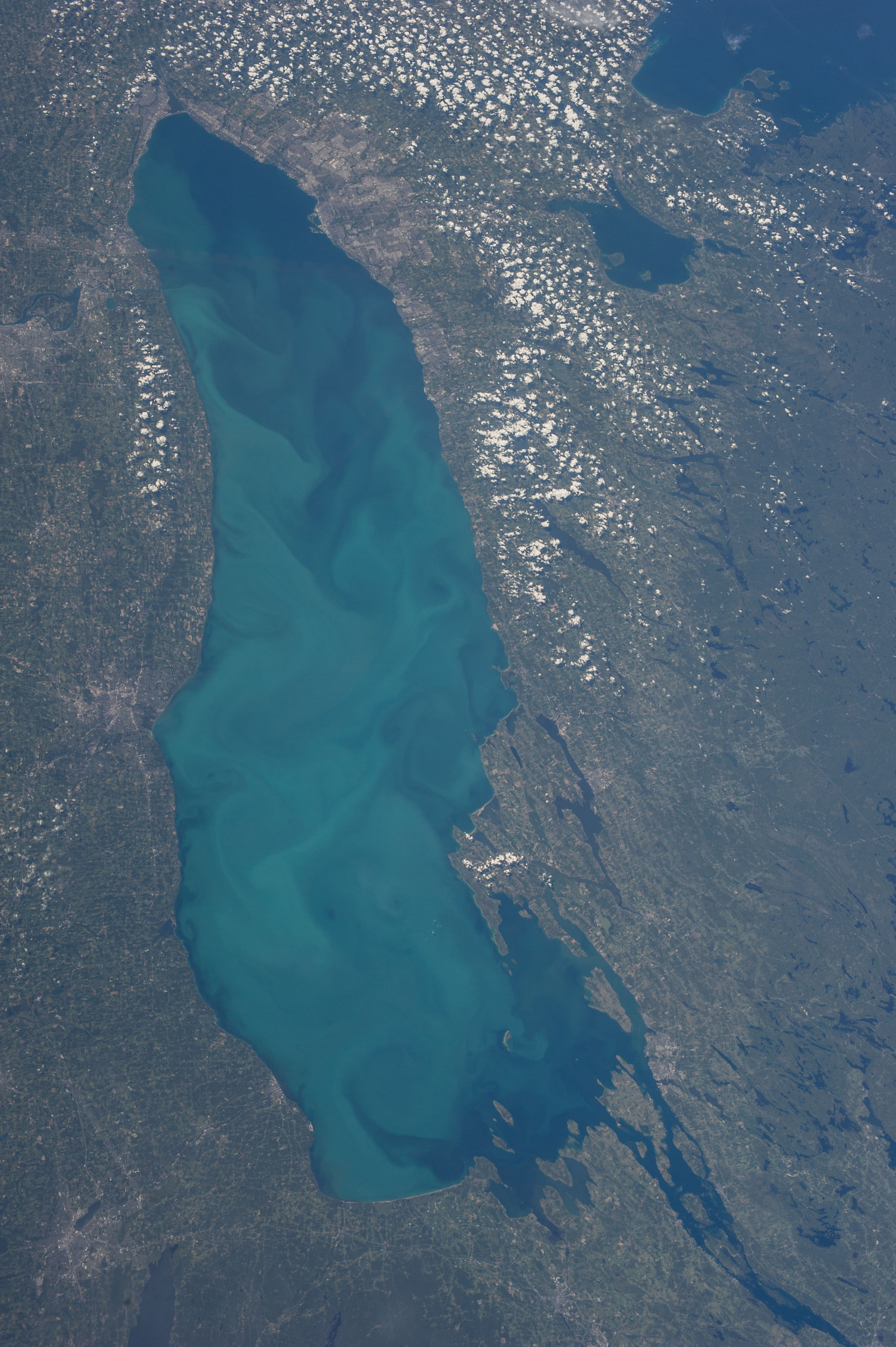
"Evento de clareamento" visível no final do verão em grande parte do Lago Ontário

### Produtos sedimentares

#### "Clareamento" biogênico
Pequenas cianobactérias (<2 μm de tamanho), conhecidas como picoplâncton, têm sido ligadas a precipitação de carbonato de cálcio em coluna de água. Estes "eventos de clareamento" (do inglês: whiting) podem ocorrer em lagos durante afloramentos sazonais e são responsáveis pela maior parte dos depósitos sedimentares de carbonato no local. Um local bem descrito é em Fayetteville Green Lake em Nova York, onde o crescimento ativo da cianobactéria unicelular Synechococcus sp. durante os meses de verão conduz à formação de calcita na camada extracelular S (Thompson et al., 1990). Os cristais de carbonato são sedimentados através da coluna de água individualmente ou como agregados fracamente estruturados juntamente com células orgânicas, e acumulam-se como camadas de lama de carbonato no leito do lago (Kelts e Hsu, 1978).

#### Tufa
Musgos aquáticos são geralmente abundantes e profundamente calcificados em regiões com tufa que canalizam o fluxo da água. A calcificação deste não está ligada diretamente ao processo de fotossíntese do musgo, mas associado com uma cobertura de cianobactérias e pequenas algas que cresce sobre ele. Tufas de musgos e cianobactérias podem criar barreiras que bloqueiam os rios, criando lagos com cascatas de água.

## Biomineralização Óssea e Dentária
Consiste na deposição de cristais de hidroxiapatita (Ca10(PO4)OH2), o fosfato de cálcio menos solúvel em pH neutro, nas matrizes extracelulares dos dentes e ossos.

### Mecanismos
Primeiramente, os odontoblastos e osteoblastos liberam vesículas de matriz, que são estruturas arredondadas envolvidas por uma membrana semelhante a uma membrana plasmática. Em razão de sua estrutura, as vesículas se constituem um microcompartimento que torna possível a criação de um ambiente protetor para a precipitação de minerais. Logo, as vesículas tornam-se os primeiros locais onde os precipitados e os cristais de mineralização são depositados. Tais locais onde ocorrem as primeiras deposições são denominadas de sítio de nucleação.
O processo que as vesículas induzem a mineralização ainda não é totalmente compreendido. É possível que os grupos ácidos dos fosfolipídios presentes nas membranas das vesículas e/ou glicosaminoglicanos, do seu interior, formem plexos com íons Cálcio, ocasionando , dessa forma, uma concentração maior de Cálcio nas vesículas e seus arredores. Quando tais vesículas estão calcificadas, o processo de mineralização progride para as fibrilas colágenas e para as regiões interfibrilares.
Nas fibras colágenas, os espaços entre as moléculas de tropocolágenos são os locais onde são depositados os primeiros cristais minerais. Uma vez que esses cristais iniciais são adicionados, o processo de mineralização progride por nucleação secundária, como resultado do contato da solução de cálcio e fosfato com as partículas já formadas da fase sólida. Outras moléculas da matriz, como fosfoproteínas, fosforinas e sialoproteínas, além do colágeno, interagem formando plexos que facilitam a nucleação heterogênea dos cristais minerais. A deposição e formação dos cristais multiplicam até que ocorra a completa impregnação das fibras colágenas e o preenchimento de todas as regiões interfibrilares.